# Lucien Gamblin
Lucien Gamblin (Ivry-sur-Seine, 22 luglio 1890 – Parigi, 30 agosto 1972) è stato un calciatore e giornalista francese, di ruolo difensore.

## Carriera
Vinse la Coppa di Francia nel 1921, nel 1922 e nel 1923.

## Palmarès

### Club
- Coppa di Francia: 3

Red Star: 1920-1921, 1921-1922, 1922-1923